# Aus eines Mannes Mädchenjahren
Aus eines Mannes Mädchenjahren (en español: «De los años de juventud femenina de un hombre»), también conocida como Franziska, es una película alemana de 1919 basada en Memorias de los años de juventud de un hombre de Karl M. Baer. La película describe la trágica vida de una persona intersexual.

## Trama
Hoy en día no se conocen copias de la película, por lo que las principales fuentes para conocer su trama son las reseñas y los anuncios contemporáneos. Existen dos sinopsis contradictorias:
Según Illustrierte Film-Woche (1919): La película sigue a Franziska, hija de un noble y de sexo ambiguo. Para proteger la herencia familiar, su padre la cría como un niño hasta que un chantajista la obliga a vivir como una niña. Sin ser consciente de su condición intersexual, Franziska desarrolla una preferencia por las actividades y el compañerismo tradicionales de los niños, pero es rechazada por grupos de pares de ambos sexos: los niños la excluyen por ser percibida como femeninas y desinteresada en las costumbres sociales de las niñas. Presionada para casarse siendo adulta, huye en vísperas de la boda para trabajar como compañera de un barón. La película concluye con su caída fatal desde una ventana; una autopsia revela su intersexualidad.
La versión de Film-Kurier enfatiza el trauma psicológico: la infancia de Franziska está marcada por el aislamiento, naturalmente inclinada hacia los juegos y la camaradería de los niños, pero ridiculizada por su feminidad, al mismo tiempo que alejada de los círculos sociales de las niñas. Cuando su padre asesina a un acreedor durante un accidente náutico, un testigo lo chantajea exigiéndole la mano de Franziska en matrimonio. Esta coerción, combinada con su lucha de toda la vida con las expectativas de género, la lleva al suicidio el día de la boda.

## Elenco
- Erika Glässner como Franziska, "Bubmädchen" (niño-niña)
- Helmut Krauss
- Ernst Stahl-Nachbaur como "Bösewicht" (villano)
- Lotte Stein
- Max Hochstetter
- Irma Sernau

## Producción y Publicidad
La película fue promocionada como la primera de una innovadora serie de "Películas éticas sexuales", enmarcada como el diario de un hombre criado como niña que expone el destino de las personas intersexuales. A pesar de las protestas antisemitas contra películas similares de la época de Weimar sobre la "ilustración", la distribuidora Luna Film enfatizó que esta obra nunca enfrentó censura ni reacción pública.

## Recepción
El éxito comercial de la película está atestiguado por los récords teatrales contemporáneos. Según el propietario del Passage-Theater de Berlín: «Debido a la gran demanda del público y al éxito excepcional de la película, debo prolongar su exhibición una semana más».